# Ercole Consalvi
Ercole Consalvi (Roma, 8 de junio de 1757-Roma, 24 de enero de 1824) fue un diplomático y cardenal diácono de la Iglesia católica, que trabajó por dos períodos como Secretario de Estado de la Santa Sede, bajo la confianza del papa Pío VII. Como fiel amigo y aliado del papa, lo acompañó a su exilio en Fontainebleau, durante la ocupación napoleónica de los Estados Pontificios, y luego de su liberación, ayudó a ejecutar reformas políticas, económicas y sociales en estos.

## Primeros años y estudios
Consalvi nació en Roma, descendiente de la antigua familia noble de los Brunacci de Pisa. Su abuelo, Gregorio Brunacci, había tomado el nombre y heráldica del difunto marqués Ercole Consalvi de Roma, para poder heredar la gran fortuna que este le había dejado.
Ercole era hijo de Mario Giuseppe Consalvi, marqués de Toscanella, y la condesa Claudia Carandini de Módena. A la muerte de su padre en 1763, Ercole fue confiado al cuidado del cardenal Andrea Negroni. Su educación la realizó en el colegio de los Padres Escolapios entre 1776 y 1771, para luego ingresar al seminario de Frascati, fundado por el cardenal Enrique Benedicto Estuardo. El famoso cardenal de York lo tomaría como uno de sus favoritos, por lo que pudo ingresar a la Curia romana a temprana edad.
En 1776 finalizó sus estudios en el seminario, por lo que pudo tomar las órdenes menores; y hasta 1782, se dedicó a los estudios de jurisprudencia e historia de la Iglesia en la Academia Pontificia Eclesiástica en Roma, donde tuvo, entre sus profesores, al erudito jesuita Zaccaria. Seguiría con estudios de derecho civil y canónico en la Universidad La Sapienza , recibiendo el doctorado en ambos campos en 1789. Desde 1784 era funcionario de la corte papal, sirviendo en varias oficinas administrativas (votante en el Tribunal Supremo de la Signatura Apostólica y auditor en el Tribunal de la Rota Romana). Por entonces será conocido como Monsignore Ubique, por su gusto a viajar y a conocer gente culta.
Después que el ejército revolucionario francés invadió Italia en 1798, Consalvi fue encarcelado en el Castillo Sant'Angelo, acusado de cómplice en el asesinato del general Leónard Duphot y condenado a la deportación. Como un enemigo de la república romana, su propiedad es confiscada. Sin embargo, pronto será puesto en libertad, y se unió en el viaje de exilio del Papa Pío VI, quien moriría a causa de este.

## El cardenal Consalvi

### Secretario del cónclave
Luego de la muerte de Pío VI, fue nombrado secretario del cónclave que se reunió a su muerte, y que debido a la ocupación francesa en Roma, debió ser llevado a cabo en Venecia, en el Monasterio de San Giorgio. Diplomático sagaz, logró convencer a los cardenales de la conveniencia de la candidatura del obispo de Imola Barnaba Chiaramonti, quien a instancias del mismo Consalvi, aceptó la elección y tomó el nombre de Pío VII, en honor a su predecesor fallecido. Desde ese momento comenzará una amistad que extenderá durante todo el pontificado del Papa Pío, hasta la antesala de la muerte de Consalvi.

### Secretario de Estado

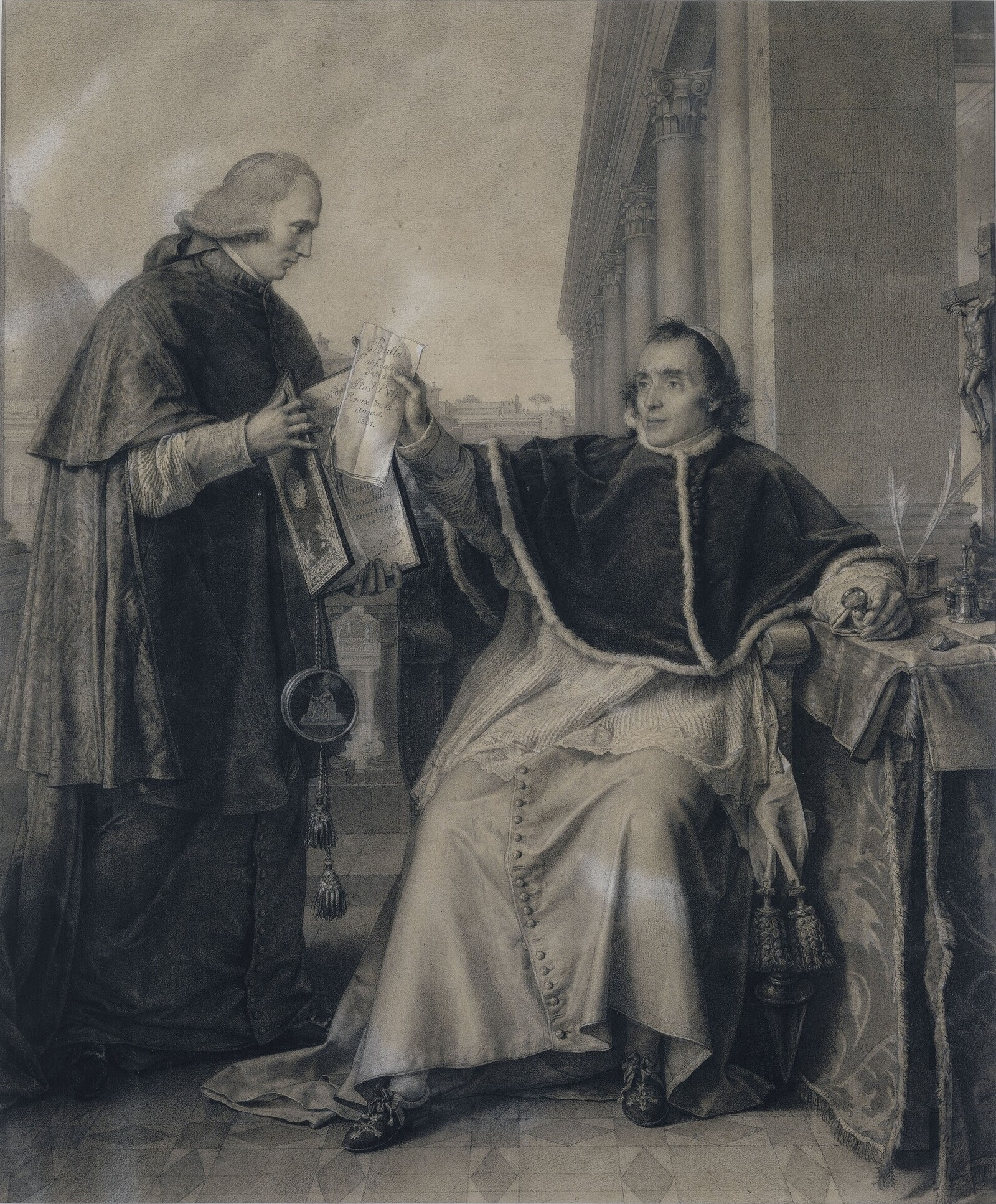
Pío VII entrega a Consalvi el Concordato de 1801. Grabado,.

En el consistorio del 11 de agosto de 1800, ya en Roma, Pío VII nombró a Consalvi cardenal diácono de Sant'Agata dei Goti y secretario de Estado de la Santa Sede. Su primera tarea fue viajar a París, a negociar un acuerdo con Napoléon Bonaparte, que devendría en el Concordato de 1801, por medio del cual se proporcionaron ciertas garantías civiles a la Iglesia, ya no como religión oficial, sino como la mayormente practicada en Francia. En la ciudad francesa, Consalvi poseía un gran éxito social, debido a su carisma personal y su apoyo a la cultura y las ciencias, y en particular, la música. Esto, sin embargo, irritaba al mismo emperador.
Pío VII ordenó subdiácono a Consalvi el 20 de diciembre de 1801, y al día siguiente, diácono: nunca llegará a ser sacerdote ni obispo. Sin embargo, contaba con toda la confianza del Papa, quien varias veces dejó a Consalvi como el soberano virtual en Roma en sus ausencias, como por ejemplo, cuando asistió a la coronación de Napoléon en 1805. Posteriormente, debido a su firme postura contra el gobierno del francés, y su oposición a la participación de los Estados Pontificios en el bloqueo continental contra Inglaterra, Pío le pidió su renuncia, pasando a desempeñar otras funciones dentro de la misma Curia.

### Exilio en Francia
En 1808, los franceses habían abolido el poder temporal del papa, fruto de su negativa de participar en el bloqueo contra Inglaterra, y habían saqueado gran parte de los Estados Pontificios. El papa responderá con su bula de excomunión Quum memoranda, lo que exaspera aún más los ánimos. En 1809, el papa es tomado prisionero y es llevado a Savona, mientras Consalvi es deportado a París, donde lo recibe el mismo Napoleón y le ofrece una pensión anual de 30 000 francos, a lo cual se niega. Así también, rechaza participar en el matrimonio del general con la princesa María Luisa en 1810, por lo que sus bienes son requisados. Se les obligará a residir en varias ciudades de Francia, entre ellas, Reims.

— Yo acabaré con vuestra Iglesia —dijo un día el emperador Napoleón al cardenal Consalvi, dando una patada en el suelo. — Señor, hace ya diecinueve siglos que nosotros mismos estamos haciendo lo posible para destruirla y no lo hemos logrado...—le respondió el que fuera secretario de Estado del papa Pío VII.
Citado por Wladimir d'Ormesson en la Academia Francesa, el 23 de noviembre de 1973

En enero de 1813, Pío VII acepta bajo presión firmar el Concordato de Fontainebleau. A consecuencia de ello, se le permite a Consalvi abandonar su lugar de residencia y viajar al Palacio de Fontainebleau y unírsele al papa. Allí, en marzo de ese año, junto al Bartolomeo Pacca, convencerá a Pío de retractarse de su firma. Esto provoca que, por algunas semanas, sea vuelto a aprisionar, ahora en Béziers. Sin embargo, el 2 de abril de 1814 es liberado, fruto de la inminente derrota de Napoleón. Luego de reunirse con el papa en Italia, volverá a designarlo secretario de Estado.

### Reforma en los Estados Pontificios
Luego de la caída de Napoleón, Pío VII lo designó ministro plenipotenciario en el Congreso de Viena, donde lograría convencer a las potencias vencedoras de las guerras napoleónicas de devolver los Estados Pontificios casi enteramente (el Papado debió aceptar la pérdida del Condado Venaissin a favor de Francia y de Ariano nel Polesine, Canaro, Corbola y Occhiobello a favor del Reino lombardo-véneto austriaco).
Durante el resto del pontificado de Pío VII, Consalvi fue el gobernante virtual de Roma. Ayudó a implantar reformas en la administración civil de la ciudad. Se decía que su control era tan grande que el Papa tendría que esperar a las puertas del Paraíso a que Consalvi llegara del Purgatorio con las llaves. En 1817 concluyó otro Concordato con Francia.

## Muerte

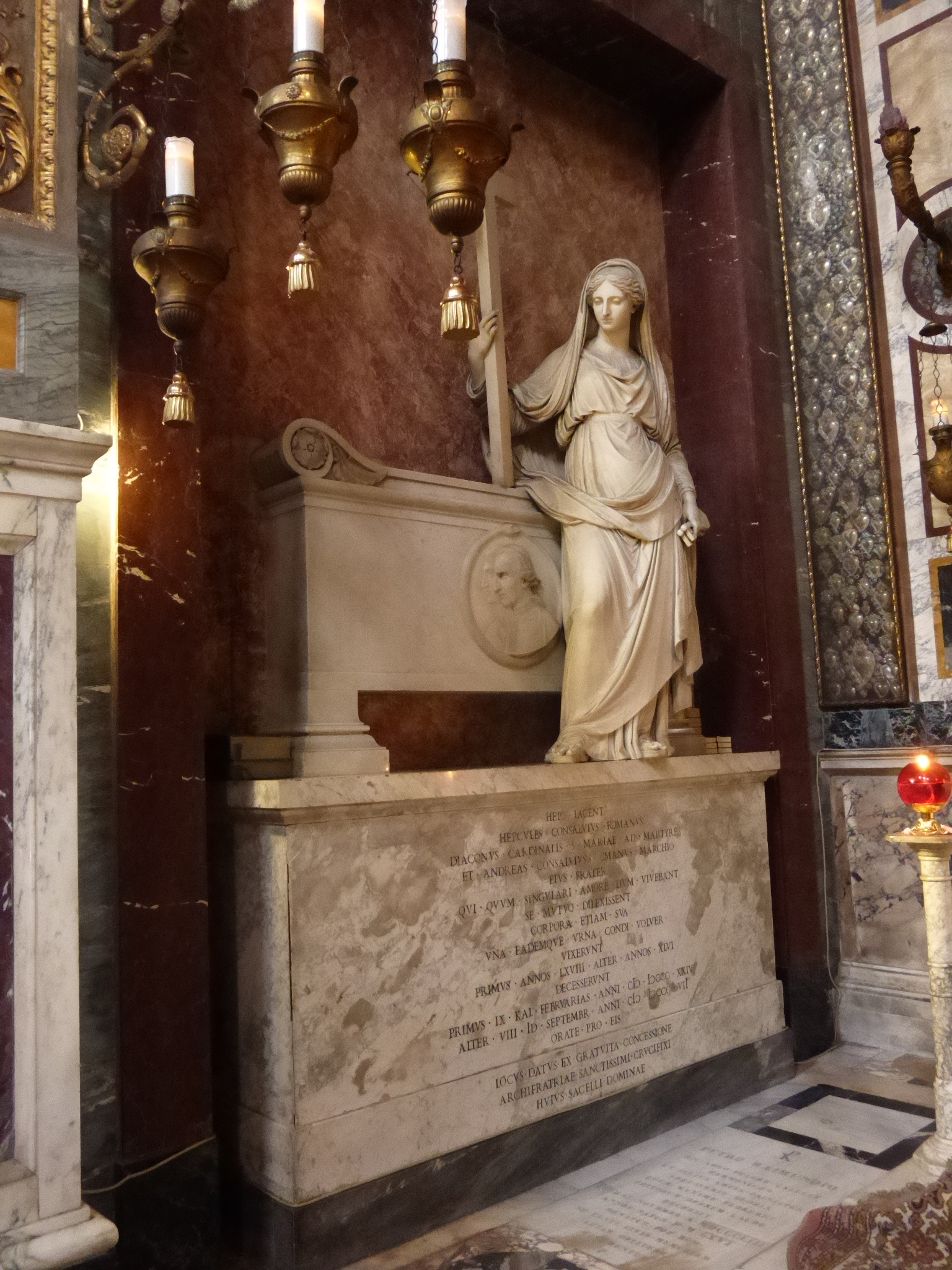
Tumba de Consalvi. Iglesia de San Marcello al Corso, Roma.

Fiel amigo y aliado de Pío VII, lo acompañó hasta su muerte en 1823. Costeó los gastos del sepulcro de su Papa, esculpido por el danés Bertel Thorvaldsen, y finalizado en 1825.
En 1822, había sido apuntado Prefecto de la Congregación para la Propagación de la Fe, y con este cargo fallecerá el 24 de enero de 1824, apenas unos meses después que Pío VII. Fue enterrado en la Iglesia de San Marcello al Corso, en Roma. En su testamento dejó dinero para pagar el sepulcro del Papa, para reconstruir las fachadas de varias iglesias de Roma, y en donación a los pobres.
Diplomático de peso y hombre de mundo, Consalvi fue llamado una de las más puras glorias de la Iglesia de Roma por Schaeffer.

## Obras
- Mémoires du cardinal Consalvi (2 volúmenes)